# Phyllachora lehmanniana
Phyllachora lehmanniana är en svampart som beskrevs av Henn. 1897. Phyllachora lehmanniana ingår i släktet Phyllachora och familjen Phyllachoraceae.   Inga underarter finns listade i Catalogue of Life.